# (765) Маттиака
(765) Маттиака (лат. Mattiaca) — астероид главного пояса, который был открыт 26 сентября 1913 года немецким астрономом Францем Кайзером в Гейдельбергской обсерватории и назван в честь древнеримского названия немецкого города Висбаден, уроженцем которого был первооткрыватель астероида.
Фотометрические наблюдения, проведённые в 2011—2012 годах в обсерватории Organ Mesa, позволили получить кривые блеска этого тела, из которых следовало, что период вращения астероида вокруг своей оси равняется 3,4640 ± 0,0001  часам, с изменением блеска по мере вращения 0,09 ± 0,01 m.